# Boxning vid olympiska sommarspelen 1980
Boxningen vid olympiska sommarspelen 1980 i Moskva innehöll 11 olika viktklasser och var endast öppen för herrar. Kuba tog flest medaljer, och tvåa i medaljligan kom hemmanationen Sovjetunionen.

## Medaljtabell
| Klass                       | Guld                                 | Silver                                | Brons                            |
| Lätt flugvikt Detaljer...   | Shamil Sabirov · Sovjetunionen       | Hipólito Ramos · Kuba                 | Ismail Mustafov · Bulgarien      |
| Lätt flugvikt Detaljer...   | Shamil Sabirov · Sovjetunionen       | Hipólito Ramos · Kuba                 | Lee Byong-Uk · Nordkorea         |
| Flugvikt Detaljer...        | Petar Lesov · Bulgarien              | Viktor Miroshnichenko · Sovjetunionen | Hugh Russell Irland              |
| Flugvikt Detaljer...        | Petar Lesov · Bulgarien              | Viktor Miroshnichenko · Sovjetunionen | János Váradi · Ungern            |
| Bantamvikt Detaljer...      | Juan Bautista Hernández Pérez · Kuba | Bernardo José Pinango · Venezuela     | Michael Anthony · Guyana         |
| Bantamvikt Detaljer...      | Juan Bautista Hernández Pérez · Kuba | Bernardo José Pinango · Venezuela     | Dumitru Cipere · Rumänien        |
| Fjädervikt Detaljer...      | Rudi Fink · Östtyskland              | Adolfo Horta · Kuba                   | Krzysztof Kosedowski · Polen     |
| Fjädervikt Detaljer...      | Rudi Fink · Östtyskland              | Adolfo Horta · Kuba                   | Viktor Rybakov · Sovjetunionen   |
| Lättvikt Detaljer...        | Ángel Herrera · Kuba                 | Viktor Demyanenko · Sovjetunionen     | Kazimierz Adach · Polen          |
| Lättvikt Detaljer...        | Ángel Herrera · Kuba                 | Viktor Demyanenko · Sovjetunionen     | Richard Nowakowski · Östtyskland |
| Lätt weltervikt Detaljer... | Patrizio Oliva Italien               | Serik Konakbayev · Sovjetunionen      | José Aguilar · Kuba              |
| Lätt weltervikt Detaljer... | Patrizio Oliva Italien               | Serik Konakbayev · Sovjetunionen      | Tony Willis Storbritannien       |
| Weltervikt Detaljer...      | Andrés Aldama · Kuba                 | John Mugabi · Uganda                  | Karl-Heinz Krüger · Östtyskland  |
| Weltervikt Detaljer...      | Andrés Aldama · Kuba                 | John Mugabi · Uganda                  | Kazimierz Szczerba · Polen       |
| Lätt mellanvikt Detaljer... | Armando Martínez · Kuba              | Aleksandr Koshkyn · Sovjetunionen     | Ján Franek · Tjeckoslovakien     |
| Lätt mellanvikt Detaljer... | Armando Martínez · Kuba              | Aleksandr Koshkyn · Sovjetunionen     | Detlef Kästner · Östtyskland     |
| Mellanvikt Detaljer...      | José Gómez · Kuba                    | Viktor Savchenko · Sovjetunionen      | Jerzy Rybicki · Polen            |
| Mellanvikt Detaljer...      | José Gómez · Kuba                    | Viktor Savchenko · Sovjetunionen      | Valentin Silaghi · Rumänien      |
| Lätt tungvikt Detaljer...   | Slobodan Kačar · Jugoslavien         | Paweł Skrzecz · Polen                 | Herbert Bauch · Östtyskland      |
| Lätt tungvikt Detaljer...   | Slobodan Kačar · Jugoslavien         | Paweł Skrzecz · Polen                 | Ricardo Rojas · Kuba             |
| Tungvikt Detaljer...        | Teófilo Stevenson · Kuba             | Pyotr Zayev · Sovjetunionen           | Jürgen Fanghänel · Östtyskland   |
| Tungvikt Detaljer...        | Teófilo Stevenson · Kuba             | Pyotr Zayev · Sovjetunionen           | István Lévai · Ungern            |

## Medaljfördelning
| Medaljfördelning |                 |      |        |       |        |
| Placering        | Nation          | Guld | Silver | Brons | Totalt |
| 1                | Kuba            | 6    | 2      | 2     | 10     |
| 2                | Sovjetunionen   | 1    | 6      | 1     | 8      |
| 3                | Östtyskland     | 1    | 0      | 5     | 6      |
| 4                | Bulgarien       | 1    | 0      | 1     | 2      |
| 5                | Italien         | 1    | 0      | 0     | 1      |
| 5                | Jugoslavien     | 1    | 0      | 0     | 2      |
| 7                | Polen           | 0    | 1      | 4     | 1      |
| 8                | Uganda          | 0    | 1      | 0     | 1      |
| 8                | Venezuela       | 0    | 0      | 2     | 0      |
| 10               | Ungern          | 0    | 0      | 2     | 1      |
| 10               | Rumänien        | 0    | 0      | 2     | 2      |
| 12               | Tjeckoslovakien | 0    | 0      | 1     | 1      |
| 12               | Storbritannien  | 0    | 0      | 1     | 1      |
| 12               | Guyana          | 0    | 0      | 1     | 1      |
| 12               | Irland          | 0    | 0      | 1     | 1      |
| 12               | Nordkorea       | 0    | 0      | 1     | 1      |